# Mitomycyna
Mitomycyna – organiczny związek chemiczny, inhibitor replikacji DNA wiążący się kowalencyjnie z matrycą DNA, co uniemożliwia jej rozplecenie. Lek jest stosowany w ogólnoustrojowym leczeniu nowotworów.

## Wskazania
Chemioterapia wielolekowa raka żołądka, raka sutka, raka płuca, raka pęcherza moczowego, raka szyjki macicy i nowotworów głowy i szyi.

## Możliwe działania niepożądane
Zmiany morfologii krwi, białkomocz, krwiomocz, nadciśnienie tętnicze, obrzęki pochodzenia nerkowego, zapalenie płuc lub zwłóknienie płuc, utrata łaknienia, nudności i wymioty, biegunka, zapalenie błony śluzowej jamy ustnej, uszkodzenie wątroby, gorączka z towarzyszącą wysypką skórną lub pokrzywką; utrata owłosienia.
W przypadku stosowania dopęcherzowego: krwiomocz, zapalenie błony śluzowej pęcherza moczowego, złe samopoczucie, zawroty głowy.

## Preparaty
- Ametycin
- Ametycine
- Mit-C
- Mito-C
- Mitocin-C
- Mitomycin
- Mitomycin C
- Mitomycinum
- Mitomycinum C
- Mitomycyna C
- Mitozytrex
- Muamycin
- Mutamycin
- Mytomycin
- Mytozytrex[2]